# Myxosporea
Myxosporea is een klasse van microscopisch kleine parasieten, behorend tot de onderstam Myxozoa binnen de neteldieren (Cnidaria). Ze hebben een complexe levenscyclus die vegetatieve vormen omvat in twee in het water levende gastheren: een ongewervelde en een ectotherme gewervelde, meestal een vis. Elke gastheer geeft een ander type sporen vrij.
De klasse bestaat uit twee ordes:
- Bivalvulida
- Multivalvulida